# Mark Brennan
Mark Brennan es un personaje ficticio de la serie de televisión australiana Neighbours, interpretado por el actor Scott McGregor desde el 30 de agosto del 2010 hasta el 22 de junio del 2011. Scott regresó a la serie el 20 de mayo del 2013 y se fue el 28 de mayo del mismo año. Scott regresó nuevamente a la serie el 5 de febrero del 2014 siendo su última aparición fue el 20 de abril del 2020.

## Antecedentes
Mark es un atractivo, encantador y perfeccionista detective de policía. Es dedicado a su trabajo y usualmente lo pone antes de cualquier otra cosa. También es un maníaco del orden y es muy buen amigo de Jade Mitchell y Lucas Fitzgerald.

## Biografía
Mark llegó por primera vez a Erinsborough para investigar el accidente de Paul Robinson después de caer desde el segundo piso del Lassiter y quedar en coma. Pronto se volvió el investigador principal del caso y en el hospital le comentó a Karl Kennedy que no creía que lo que le había pasado a Paul hubiera sido un accidente y que la policía creía que había sido empujado. 
A la primera persona que interroga es a la esposa de Paul, Rebecca Napier, más tarde mientras se encontraba en la tienda de Harold interroga a Lyn Scully, quien le dice que a la persona que debería de invesigar es a Diana Marshall, la amante de Paul. Cuando Mark llega al aeropuerto encuentra a Diana y le impide irse del país. En la estación Diana le dice que ella no es la responsable del accidente y que debería de interrogar de nuevo a Rebecca, poco después Mark decide llamar de nuevo a Rebecca a la estación para interrogarla de nuevo y también llama a Kate Ramsay para interrogarla. Cuando Mark le informa a Declan Napier que encontraron sangre en el traje de Paul, Declan rápido le dice que probablemente la sangre era de él, ya que temprano ese día se había cortado y había tocado a Paul.
Cuando Mark interroga a Summer Hoyland esta le dice que el hijo de Paul, Andrew Robinson había estado molesto con su padre la noche en la que fue empujado, por lo que Mark decide interrogar a Andrew, quien le admite que le hubiera gustado ver a su padre muerto pero que él no había sido el responsable.
El diario West Waratah Star imprime una historia acerca de los testigos claves del caso de Paul, poco después Natasha Williams le dice a Mark que ella habló con un reportero, pero que este había revuelto sus palabras por lo que Mark le advierte que no se siga metiendo en el caso. Andrew decide contactar a Mark y le da un teléfono celular el cual le pertenece a un contacto de Diana. Mark le dice a Andrew que no puede usarlo como evidencia ya que pensaba que Andrew lo había robado, Mark le dice a Andrew que deje de intervenir en el caso y que le deja hacer su trabajo. Poco después Mark decide arrestar a Diana por intento de asesinato, sin embargo luego es puesta en libertad después de pagar su fianza.
Cuando Paul despierta del coma, Mark lo visita, sin embargo la entrevista es interrumpida por Karl y Doug Harris quien le dice a Mark que Paul está muy débil para contestarle. Débil en el hospital Paul menciona el nombre de Diana por lo que Mark asume que ella es la responsable y va a buscarla al hotel, sin embargo cuando llega descubre que ella ya no está. Cuando Mark regresa al hospital descubre a Diana en el cuarto de Paul y la arresta. Cuando Mark va la Harold’s Donna Freedman le pregunta acerca de su vida amorosa, más tarde Mark se encuentra a Kate y la ayuda, sin embargo cuando la invita a salir ella lo rechaza. Sin embargo Kate cambia de parecer cuando Mark la rescata más tarde de Toadie Rebecchi y Samantha Fitzgerald, quienes la acorralaron para hacerle preguntas acerca de la muerte de Ringo Brown, quien había muerto después de ser atropellado por Stephanie Scully. Sin embargo la cita no sale bien ya que ahí se encuentran a Declan quien se pone celoso al ver a Kate con él, ambos discuten y Kate decide irse de su cita temprano dejando a Mark ahí.
Al día siguiente Kate se disculpa con Mark por haber terminado abruptamente su cita. Las cosas siguen tensas entre Mark y Declan cuando ambos se enfrentan por sus coches. Poco después Kate y Mark deciden ir a tomar un café, Mark le envía un mensaje a Kate invitándola a comer sin embargo Declan lo lee y lo borra. Cuando Mark se da cuenta de que fue plantado confronta a Kate quien le dice que ella nunca recibió el mensaje, por lo que Mark la invita a salir de nuevo.
Más tarde Mark le pide a Delcan que deje a Kate seguir adelante con su vida, sin embargo cuando Declan ve a Kate le dice que Mark lo amenazó, Kate decide ir a pero pronto se da cuenta de que Declan le mintió, Kate intenta disculparse con Mark pero este no acepta sus disculpas. Poco después Kate besa a Mark en la estación y ambos deciden iniciar de nuevo.
Más tarde Mark le compra un collar a Kate y comienzan a salir, poco después Kate se va de viaje y cuando Mark revisa la cinta de la entrevista de Kate acerca del accidente de Paul se da cuenta de que se la pasó jugando con su collar lo cual le indica que se la pasó mintiendo. Cuando Kate regresa de sus vacaciones Mark le pide que vuelva a ir a la estación, ahí le pregunta si le mintió por lo que Kate reacciona mal, se molesta y se va. Poco después Mark se da cuenta de que tiene que elegir entre el caso que podría lanzar su carrera o Kate y la escoge a ella. 
Cuando Mark descubre que Lucas Fitzgerald está involucrado en carreras ilegales decide advertirle que Billy Forman es peligroso y tiene antecedentes. Poco después Mark compra una motocicleta y le pide a Lucas que cuide a Kate ya que estará ocupado por algunos días con el trabajo. Cuando el hogar de Kate es destruido Mark se da cuenta de que lo sucedido tuvo que ver con Lucas y decide hablar con él, Lucas le revela que le debe dinero a alguien y que este decidió vengarse. Cuando Lucas ve a Mark con una joven rubia en las carreras inmediatamente piensa que está engañando a Kate, sin embargo Mark le dice que la joven es la oficial Megan Phillips y que ambos están trabajando encubierto. 
Mark le dice a su equipo acerca de los hombres que están buscando para arrestar, entre los a Billy y a Garland Cole. Durante la carrera de motos Mark se hace llamar Rob y se sorprende cuando Garland le presenta a Lucas. Ahí Mark le dice a Lucas que debe de participar en la carrera para no levantar sospechas, más tarde Mark le pide a Lucas que use un cable y se reúna con Garland y el acepta, después de pedirle que se reuniera con él, Lucas va con Mark y este le dice que hizo un buen trabajo. Cuando Garland le ofrece un coche a Lucas, este lleva consigo a Mark para que lo ayude. Sin embargo las cosas no salen del todo bien y Mark no queda feliz cuando Lucas llama a Billy y le advierte que no vaya. 
Más tarde cuando Kate ve a Mark y Lucas actuando de manera sospechosa se esconde en el garage, sin embargo es descubierta por Garland, pronto Mark le dice que la conoció en Charlie y que ella había ido temprano para reunirse con él. Una vez que ambas partes obtiene lo que querían, Garland le dice a Mark que debería llevarse a Kate para que participe como conductora, ya que sospechaba la forma en que de pronto ella apareció y Billy se salió de las carreras. Sin embargo las cosas salen bien y la policía llega a tiempo y Mark arresta a Garland.
Cuando Rebecca y Declan dejan la ciudad Susan Kennedy le dice a Kate que Rebecca le contó la verdad acerca del accidente de Paul y le insiste con que le diga a la policía que mintió en su declaración, al inicio Kate se niega ya que no quiere perder a Sophie y a Mark. Sin embargo luego cambia de parecer, en la estación Kate le cuenta toda la verdad a Mark y este decepcionado de ella le dice que busque un abogado. Más tarde cuando Kate intenta disculparse con Mark, este le dice que ella no es la persona que el pensó que era y decide terminar con la relación.
Más tarde Mark se une a Jade Mitchell a una partida de billar y terminan besándose y acostándose, ambos al día siguiente comienzan a sentirse mal por lo ocurrido ya que ambos sienten que traicionaron a Kate por lo que deciden ocultar lo que pasó entre ellos, sin embargo Kate termina enterándose y molestándose con ambos, pero poco después los perdona.
Poco después cuando Lyn Scully se muda Mark se muda a su hogar junto con Jade y Kyle. Las cosas comienzan a empeorar cuando arrojan un ladrillo al auto de Mark y luego comienza a recibir mensajes amenazantes. Más tarde Mark y Kyle descubren que alguien entró a su hogar y que este fue destruido y vandalizado, ese mismo día Mark descubre que en su puerta le dejaron un mensaje. Mark le dice a su oficial mayor, el superintendente Duncan Hayes que ha estado recibiendo amenazas y que lo han estado siguiendo, por lo que Hayes le sugiere que entre a protección a testigos.
Mark le dice a Kate que la ama, pero cuando ella le dice que solo quiere ser su amiga, Mark le dice a Hayes que sí entrará a protección a testigos. Poco después Mark y Kate cenan juntos y terminan besándose. Marl le dice a Kate que entrará a protección y que le gustaría que ella se fuera con él, al inicio Kate acepta y Mark empieza a empacar. Cuando Kyle y Jade se dan cuenta de que Mark se irá se despiden de él, más tarde esa misma noche Mark y Hayes esperan por Kate, sin embargo ella no aparece a tiempo y deciden irse de Erinsboroguh sin ella. Mark le envía un mensaje a Kate desde el teléfono de Hayes diciéndole que la ama.
Poco después de su partida el superintendente Duncan Hayes le dice a Toadie que Mark fue asesinado mientras se encontraba en protección a testigos.
Dos años más tarde en el 2013 Mark regresa a Erinsborough durante el eclipse solar, donde Kate lo ve a lo lejos pero cuando se acerca Mark desaparece. Poco después Mark se presenta en la casa de Kate y le revela que tuvo que fingir su muerte después de que el criminal Wes Holland ordenara que lo mataran, también le dice que ha estado viviendo en Sídney, que ahí enseña rappel y que no ha dejado de pensar en ella y que cuando Wes murió sus superiores le permitieron dejar la protección a testigos y regresar a Erinsborough para buscarla.
Mark se encuentra con Lucas quien le cuenta sobre el nuevo novio de Kate, Mason Turner, cuando Mark se encuentra con Paul este le dice a Mark que Mason era un criminal condenado, por lo que Mark confronta a Kate quien defiende a Mason. Luego Mark y Kate van a cenar y cuando regresan Mark besa a Kate, al día siguiente Mason le dice a Kate que Mark tiene una novia en Sídney y cuando lo confronta Mark le dice a Kate que estaba planeando proponerle matrimonio a su novio pero primero tenía que ver su Kate todavía lo amaba, por lo que Kate le dice que escoge a Mason y Mark decide irse y regresa a Sídney.
Mark regresa en febrero del 2014 mientras se encuentra en Lysterfield, cuando Joshua Willis se lastima luego de sufrir una caída mientras hacía rappel, Mark lo ayuda y lo lleva junto a Mason y Amber Turner al hospital, donde espera para saber sobre las heridas de Joshua y platica con Mason sobre lo que pasó, cuando Mark se va del hospital se encuentra con Kate, quien se sorprende al verlo.
En abril del 2014 Mark le propone matrimonio a Kate y ella acepta, sin embargo la felicidad de la pareja se destruye cuando momentos después Kate recibe un disparo y muere en el hospital, lo que deja a Mark devastado.